# Mituliodon
Mituliodon is een monotypisch geslacht van spinnen uit de  familie van de Miturgidae (spoorspinnen).

## Soort
- Mituliodon tarantulinus Koch, 1873